# Osamu Umeyama
Osamu Umeyama (jap. 梅山 修, Umeyama Osamu; * 16. August 1973 in der Präfektur Saitama) ist ein ehemaliger japanischer Fußballspieler.

## Karriere
Umeyama erlernte das Fußballspielen in der Schulmannschaft der Urawa Gakuin High School. Seinen ersten Vertrag unterschrieb er 1992 bei NKK SC. Der Verein spielte in der zweithöchsten Liga des Landes, der Japan Football League. Für den Verein absolvierte er 18 Spiele. 1994 wechselte er zum Ligakonkurrenten Fujieda Blux (heute: Avispa Fukuoka). 1995 wurde er mit dem Verein Meister der Japan Football League und stieg in die J1 League auf. Für den Verein absolvierte er 86 Spiele. 1998 wechselte er zum Zweitligisten Tokyo Gas (heute: FC Tokyo). 1999 wurde er mit dem Verein Vizemeister der J2 League und stieg in die J1 League auf. Im Juni 2000 wurde er an den Erstligisten Verdy Kawasaki ausgeliehen. 2001 kehrte er zum FC Tokyo zurück. Für den Verein absolvierte er 55 Spiele. 2002 wechselte er zum Zweitligisten Shonan Bellmare. Für den Verein absolvierte er 75 Spiele. 2004 wechselte er zum Erstligisten Albirex Niigata. Für den Verein absolvierte er 46 Erstligaspiele. Ende 2006 beendete er seine Karriere als Fußballspieler.